# Przedtułów

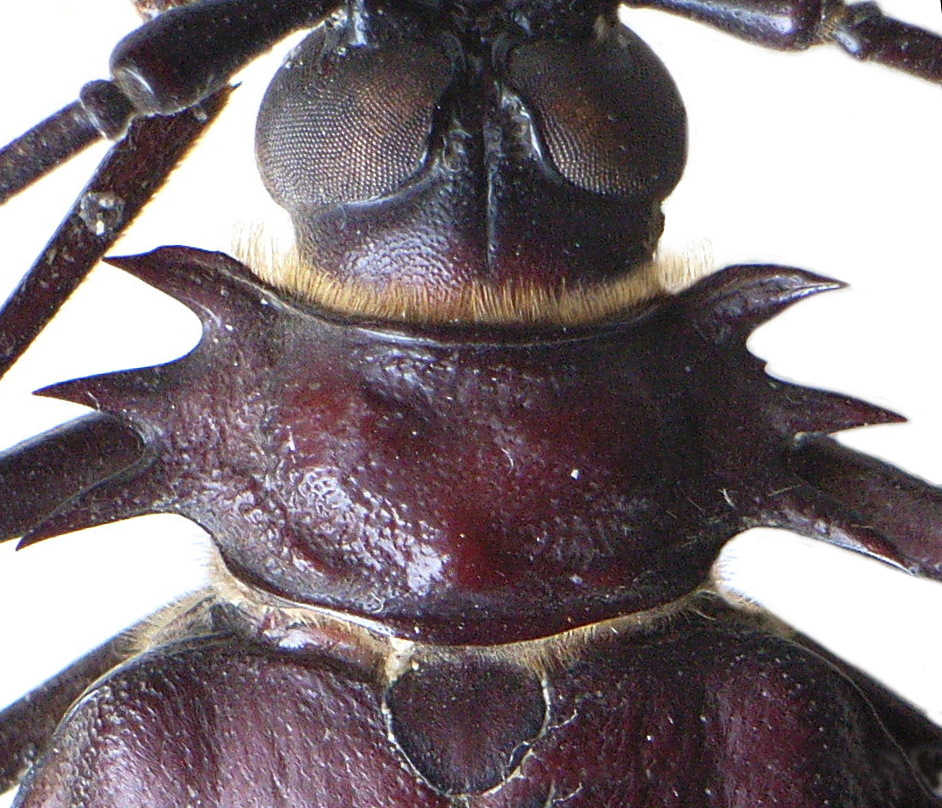
Derobrachus sp. – chrząszcz z rodziny kózkowatych. Pierścień poniżej głowy to przedtułów.

Przedtułów (prothorax) – pierwszy (przedni) z trzech pierścieni tułowia owadów, stale bezskrzydły. Wykazuje tendencję do zaniku pleur. Płytka grzbietowa tego segmentu to przedplecze (pronotum, protergum) – nie ma akrotergitu i zatarczy, płytka brzuszna to przedpiersie (prosternum), boczna – propleuron.